# Episodi di Il grande gioco
La prima e unica stagione della serie televisiva Il grande gioco, composta da otto episodi, è stata interamente pubblicata su Sky Atlantic e Now il 18 novembre 2022.
| n° | Titolo             | Pubblicazione in Italia |
| -- | ------------------ | ----------------------- |
| 1  | Fuorigioco         | 18 novembre 2022        |
| 2  | Sostituzione       | 18 novembre 2022        |
| 3  | Ritiro             | 18 novembre 2022        |
| 4  | Contropiede        | 18 novembre 2022        |
| 5  | Replay             | 18 novembre 2022        |
| 6  | Tattica            | 18 novembre 2022        |
| 7  | Pressing           | 18 novembre 2022        |
| 8  | Novantesimo minuto | 18 novembre 2022        |

## Fuorigioco
- Diretto da: Fabio Resinaro
- Scritto da:

### Trama
Corso Manni è un procuratore di calciatori caduto in disgrazia dopo false accuse di combine alimentate da suo padre, e neanche la società per cui lavorava, la ISG, se la passa molto bene: il leggendario CEO Dino De Gregorio sente il peso dell'età, i suoi ambiziosi figli, Federico ed Elena, ex moglie di Corso, bramano per sostituirlo e intanto lo spietato russo Sasha Kirillov vuole espandere il controllo della sua Plustar sul calcio italiano e inizia la scalata alla ISG “comprando” i suoi soci di minoranza. Dino dice ai figli che lascerà il mondo del calcio alla cerimonia dei Soccer Awards a Monte-Carlo; qui però viene premiato come “procuratore dell’anno” e sul palco annuncia che non è arrivato il momento di lasciare spiazzando il figlio Federico che, sentendosi umiliato, poco dopo si suicida in mare. Corso intanto continua a frequentare Elena dalla quale viene a sapere che la denuncia fatta da suo padre è stata in realtà pilotata da Dino due anni prima; Manni decide così di rivolgersi a Kirillov per distruggere De Gregorio.

## Sostituzione
- Diretto da: Nico Marzano
- Scritto da:

### Trama
Corso contende alla ISG e alla Plustar la procura del campione argentino Carlos Quintana dell’Atlético Madrid e della promessa Antonio Lagioia usando il giovane collega Marco Assari come prestanome, mentre Elena accetta di collaborare con Kirillov per avere più possibilità di risollevare la sua società.

## Ritiro
- Diretto da: Nico Marzano
- Scritto da:

### Trama
Assari riesce a organizzare un provino per Lagioia che il ragazzo, inizialmente molto scontroso con lui, supera brillantemente. Corso invece si reca a Porto Cervo insieme a Kirillov per strappare Quintana alla ISG: mentre Manni cerca di portare dalla sua parte il calciatore a discapito di Elena, facendo leva sul fatto di aver piazzato suo cognato Paco all’Everton allenato da un suo amico italiano, Marra, il russo convince Heller a ritirare le fideiussioni della sua banca all’agenzia di Di Gregorio. Dino è furioso e costringe un suo consigliere a fargliele riconcedere tramite il suocero che ha in mano il Banco di Lecco. Di Gregorio continua ad avere delle allucinazioni e una sera, dopo essere stato sulla tomba del figlio, va a sbattere contro un’auto parcheggiata.

## Contropiede
- Diretto da: Fabio Resinaro
- Scritto da:

### Trama
Dino è sopravvissuto all’impatto ed Elena, messa al corrente della sua malattia degenerativa, dichiara pubblicamente che non sarà più in grado di guidare la ISG. Corso porta Carlos nella scuderia di Kirillov facendo infuriare Elena. Intanto Lagioia firma per il Milan iniziando gli allenamenti. Il padre di Corso viene preso di mira da due scagnozzi di Kirillov venendo poi soccorso dal figlio; in tribunale Francesco a sorpresa cambia versione scagionando Corso. Durante l’assemblea della ISG, Elena spiazza i soci dando la parola a Kirillov: la ISG e la Plustar, pur rimanendo indipendenti, diventeranno consorelle per dominare il mercato europeo. Corso mostra la sua delusione a Kirillov il quale gli rinfaccia di averlo reso un uomo libero spingendo il padre a ritrattare e gli fa capire che non era stato Dino a incastrarlo. Francesco rivela a Corso che era stata Elena a pagarlo per incastrarlo.

## Replay
- Diretto da Fabio Resinaro
- Scritto da:

### Trama
Elena viene a sapere che il fratello, poco prima di morire, spinto dal padre, aveva ceduto alla ISG i terreni dell’Academy che aveva in mente di creare. Dino firma per tornare a casa anche se non sta bene e mette in guardia la figlia da Kirillov. Antonio Lagioia segna al debutto in prima squadra ma si arrabbia quando legge un articolo che racconta la sua storia di ragazzo di periferia cresciuto senza un padre. Assari intanto sta cercando di strappare un’altra promessa alla ISG facendo infuriare Elena. Corso si presenta a casa di Dino.

## Tattica
- Diretto da: Nico Marzano
- Scritto da:

### Trama
Corso offre il suo aiuto a Dino per riprendere il controllo della ISG ma in cambio chiede che ritiri la denuncia nei suoi confronti cosicché possa tornare a essere un procuratore a tutti gli effetti. Elena tratta con il Paris Saint-Germain ma Carlos Quintana rifiuta il passaggio dall’Atletico Madrid al club transalpino. Kirillov lavora in gran segreto al progetto edilizio di Milano City Business. Elena propone Carlos al Milan ma pretende che non venga insidiato da Lagioia. Corso chiede che venga rinnovato il contratto al giovane e propone ai rossoneri Ivica Andric, attaccante vicino al passaggio dal Bayern Monaco al Manchester Utd; sul
volo per Manchester, Dino parla con il giocatore serbo della scuderia di Zlatko Rutica e gli fa cambiare idea mentre Assari convince Colombo, dirigente del Milan. Elena, furiosa per il trasferimento saltato di Quintana, chiama Lagioia raccontandogli che Andric gli toglierà spazio in prima squadra e che è stato Assari a dare al giornalista le informazioni su di lui; Antonio chiama Manni e Assari dicendo loro che ha deciso di togliergli la procura.

## Pressing
- Diretto da: Nico Marzano
- Scritto da:

### Trama
Dino aveva bloccato il progetto dell’Academy del figlio facendosi intestare quei terreni con l’idea di realizzarvi un distretto commerciale in sinergia con il gruppo di imprenditori di Cedric Leconte.
Kirillov contesta irregolarità sul passaporto di Andric e così il Milan non può tesserarlo perché non ha slot da extracomunitari disponibili. Elena riferisce ad Antonio che il Milan gli rinnoverà il contratto per altri due anni al doppio dell’ingaggio e inizia a organizzargli eventi e partnership varie. Quintana, assistito da Kirillov e da Elena, firma per il Milan. Ai giornalisti Corso dice che è stato incastrato da Elena per essere tagliato fuori dalla ISG e che lei non vuole ancora ritirare la denuncia a suo carico. Dopo aver incrociato l’imprenditore svizzero Cedric Leconte a un evento pubblicitario, Corso si fa raccontare la verità da Dino: la Plustar aveva messo nel mirino l’area dove sarebbe dovuta nascere l’Academy di Federico e Corso per dar vita all’ambizioso progetto di Milano City Business e cosi lui ha spinto il figlio a cedergli i terreni per avvantaggiare  Leconte che faceva riferimento a un gruppo concorrente di quello legato a Kirillov. Durante la presentazione di Quintana, Elena fa diffondere in via anonima un video nel quale si vede il calciatore avere un rapporto sessuale su una spiaggia in Sardegna e di conseguenza il Milan fa sapere che il contratto non è più valido. Carlos pensa subito che il responsabile sia Corso il quale intuisce che a filmare il ragazzo è stato un reporter ingaggiato da Elena che ora ha voluto diffondere il video per danneggiare e l’immagine del nuovo pupillo di Kirillov. Carlos non è più rappresentato dalla ISG dopo questo fatto e Corso lo convince a farsi assegnare la procura mentre Assari, aiutato da Valeria Soleri, ex ragazza di Federico De Gregorio ed anche colei che si vede nel video hard, tratta il ritorno all’Atletico. Corso, dopo aver avuto un rapporto con Elena, di nascosto spia il suo pc scoprendo che è stata proprio lei a mandare il video di Carlos a un giornalista e inoltra questa prova al proprio indirizzo. I russi non sono contenti che Kirillov non si sia ancora impossessato della ISG e che Elena con Laconte abbia messo le
mani sui terreni.

## Novantesimo minuto
- Diretto da: Fabio Resinaro
- Scritto da:

### Trama
Kirillov ricatta l’assessore Tecca costringendolo ad approvare una delibera fondamentale per il
progetto di Milano City Business. Antonio finisce al centro delle polemiche per un video pubblicato sui social da un suo amico nel quale sfotte Carlos proprio prima dell’ultima amichevole estiva tra Milan e Atletico che si disputa allo Stadio San Siro. Durante l’incontro i due si beccano ma quando Antonio si infortuna gravemente Carlos lo aiuta ad uscire dal campo mentre Assari corre in infermeria dal ragazzo. 
Negli stessi istanti, Corso racconta ad Elena di avere in mano la mail compromettente e la spinge alle dimissioni favorendo così il ritorno in sella del padre. Nel frattempo Dino, ottenuto l’appoggio da Kirillov in cambio della promessa di cedere alla Plustar i terreni, convoca un consiglio straordinario della ISG in uno degli skybox durante la partita e, dopo che la figlia annuncia davanti ai presenti le proprie dimissioni, torna ad essere amministratore delegato della società; come primo atto, Dino ritira la denuncia nei confronti di Corso. Dopo la partita Corso accompagna Dino dal notaio dover deve firmare la cessione dei terreni alla Plustar come da accordi. Sulla via di casa Dino si sente male e Corso lo porta subito in ospedale ma è troppo tardi perché muore poco dopo. Dopo il funerale Corso chiama Elena e Kirillov dicendo loro che Dino ha ceduto a lui i terreni dell’Academy e che quindi ora dovranno parlare con lui. 